# Villanubla
Villanubla is een gemeente in de Spaanse provincie Valladolid in de regio Castilië en León met een oppervlakte van 45,65 km². Villanubla telt 2.615 inwoners (1 januari 2016).